# Vidal de Canellas
Vidal de Canellas (Canyelles, 1190 circa – Huesca, dopo il 12 ottobre 1252) è stato un vescovo cattolico spagnolo; fu vescovo di Huesca.

## Biografia
Nato intorno al 1190, nel 1220 studiò diritto romano e diritto canonico all'Università di Bologna dove conobbe Raimondo di Peñafort. Nel 1234 venne nominato canonico di Barcellona) e nel 1237 vescovo di Huesca e Jaca e l'anno seguente di Vic e Lleida. 
Quello stesso anno fu a Valencia come conciliatore tra i nobili aragonesi, ottenendo il riconoscimento del re. Fu presente anche nei consigli di Tarragona e Lione (1245).
A questi anni risale l'usanza reale di raccogliere in un unico codice giuridico i privilegi delle città aragonesi in base al Fuero extenso de Jaca, che era la più estesa e sviluppata, fino ad allora, e aveva avuto la sua origine nel primo statuto concesso a una città, l'antico Fuero de Jaca.
Vidal de Canellas ricevette l'incarico nel 1247 dopo le deliberazioni concordate nelle Cortes di Huesca, di scrivere questa Carta generale. La sua prima versione in latino, è noto come Compilatio minor. Una rielaborazione estese in aragonese (l'unico che si sia conservata), nota per la sua epigrafe In excelsis Dei Thesauris sarebbe stata il culmine del lavoro legale che determinò definitivamente la giurisdizione del regno d'Aragona e divulgata sotto il nome di Vidal Mayor. Il 12 ottobre del 1252 firmò il suo testamento, a suggerire che non morì molto tempo dopo.
Il campo di applicazione della Vidal Mayor supera quello di una semplice raccolta di fueros, dal momento che ospita i dettagli tecnici dedicato ai giuristi, che erano professionisti legali responsabili della stesura di leggi, e persone esperte nell'amministrazione della giustizia.
Non è chiaro se il Vidal Mayor fu sancito e promulgato dal re Giacomo I. Sembra che fosse volontà del re promulgarlo, ma vi fu opposizione da parte dalla nobiltà del Regno d'Aragona. Pertanto, già nel XIV secolo, solo la Compilatio minor era considerata la legge aragonese, e il Liber in Excelsis Dei o Vidal Mayor, come il suo più prestigioso commento. Tuttavia, l'organizzazione e sistematizzazione della Compilatio minor, che fu d'uso "ufficiale" è simile a quella della Compilatio Maior e fu anch'essa realizzata da Vidal de Canellas.

## Genealogia episcopale
La genealogia episcopale è:
- Arcivescovo Pedro Albalat, O.Cist.
- Vescovo Vidal de Canellas